# مگاکیل نیدزن
مگاکیل نیدزن (به انگلیسی: Megachile nasidens) یک گونه از زنبور عسل از خانواده مگاچیتیدا (به انگلیسی: Megachilidae) است. این گونه توسط فریسه در سال ۱۸۹۸ میلادی شناسایی شده است.